# Лавлок, Джеймс
Джеймс Эфрэйм Лавлок (англ. James Ephraim Lovelock; 26 июля 1919[…], Летчуэрт, Хартфордшир — 26 июля 2022, Эбботсбери, Юго-Западная Англия) — британский учёный, независимый исследователь, биофизик, химик, футуролог. Приобрёл известность как создатель Гипотезы Геи (согласно которой планета Земля функционирует как суперорганизм), а также как активный сторонник использования атомной энергии.
Член Лондонского королевского общества (1974), доктор философии по медицине (1948), профессор. Лауреат премии Хейнекена (1990), Volvo Environment Prize (1996), премии «Голубая планета» (1997), удостоен медали Волластона (2006).

## Биография
Вскоре после его рождения их семья перебралась в Лондон, где он обучался в Strand School.
Изучал химию в Манчестерском университете; ещё будучи студентом начал работать в лондонском Институте медицинских исследований (англ. Institute for Medical Research). В 1941 году получил диплом химика, а в 1948 году — степень доктора философии по медицине в Лондонском институте гигиены и тропической медицины (англ. London School of Hygiene and Tropical Medicine). Пять лет (1946—1951) работал в Гарвардской клинике (Солсбери, Уилтшир) в научной группе Common Cold Research Unit, исследовавшей природу простудных заболеваний.
В середине 1950-х годов Лавлок экспериментировал с криоконсервацией грызунов, определив, что хомяков можно замораживать и успешно оживлять. Хомяки замораживались, 60% воды в мозге кристаллизовалось в лед, и никаких отрицательных последствий не было зарегистрировано. Однако было показано, что другие органы подвержены повреждениям. Полученные результаты оказали влияние на теорию крионики. Эксперименты Лавлока были освещены в интервью с ютубером Томом Скоттом в мае 2021 года, в котором обсуждалась возможность того, что Лавлок случайно изобрел настольную микроволновую печь, также обнаружив, что он может испечь картофель в своем магнетронном излучателе во время проведения этих экспериментов.
В 1954 году, как Рокфеллеровский стипендиат, начал исследовательскую работу в медицинской школе при Гарвардском университете. В 1958 году также работал в Йельском университете.
В 1957 году изобрёл электронный детектор для газовой хроматографии, обладавший специфической чувствительностью в отношении химических соединений, представляющих угрозу для окружающей среды. Применение детектора привело к открытию повсеместного присутствия химических остатков пестицидов в природе. Позже (в 1966 году) с помощью электронного детектора обнаружил присутствие в атмосфере хлорфторуглеродов (ХФУ): это открытие сыграло важную роль в развитии теории парникового эффекта.
В 1959 году получил степень биофизика в Лондонском университете, но в 1961 году, оставив работу в Британии, стал профессором химии в медицинском колледже университета Бэйлор (Baylor University College of Medicine) в Хьюстоне, штат Техас, где проработал до 1964 года.
В 1961 году, после приглашения НАСА, работал в научной группе Лаборатории реактивного движения, занимавшейся разработкой зондов в рамках программы Исследования Луны и планет (Lunar and Planetary Research). Первоначально разрабатывал методы анализа лунной почвы, позже подключился к программе НАСА, связанной с поиском жизни на Марсе.
В 1964 году объявил себя «независимым учёным, свободным от любых ограничений, связанных с влиянием международных компаний на направление научных исследований». Не изменяя принципу независимости время от времени принимал приглашения от известных университетов: стал профессором сначала в Хьюстонском университете, позже — в Редингском университете, (Великобритания).
В 1982 году приступил к сотрудничеству с Ассоциацией биологии моря (Плимут, Великобритания), первоначально в качестве члена учёного совета, а с 1986 года её президент на протяжении 4 лет.
Проживал в Корнуолле (Англия).
Командор Ордена Британской империи (1990) и кавалер Ордена кавалеров чести (2003).
Его портрет использован для дизайна банкноты в B£5 (брикстонских фунтов) первого выпуска в 2009 году.
Скончался 26 июля 2022 года в свой 103-й день рождения.

## Гипотеза Геи
Работая с НАСА, Лавлок занялся методологией оценки вероятности существования жизни на ближайших к Земле планетах. Пытаясь создать инструментарий для выявления мизерных концентраций химических элементов в атмосфере, учёный обратил внимание коллег на методологическую ошибку (невозможно предугадать, какой именно химией «питается» жизнь, следует разработать общий принцип поиска жизни в космосе) и сформулировал собственный метод энтропийного анализа. В заметке, опубликованной в журнале «Nature» в 1965 году, он описал несколько возможных физических тестов на присутствие жизни, основывавшихся на анализе химического состава атмосферы. Согласно теории Лавлока, предоставленная сама себе атмосфера безжизненной планеты рано или поздно уравновешивает собственное содержимое, достигая энергетического покоя. Противодействует энтропийному росту жизнь, потребляющая энергетически активные элементы и выбрасывающая шлак.
Совместно с Дайан Хичкок он провёл исследование атмосферы Марса, сравнил результаты с соответствующими данными об атмосфере Земли и обнаружил «вопиющее различие между атмосферами двух планет». На Марсе были отмечены близость к химическому равновесию и преобладание углекислого газа, а на Земле — состояние глубокого химического неравновесия. Лавлок писал, что «с сожалением» пришёл к заключению, что «на сегодня Марс лишён жизни, хотя, вполне возможно, она там была раньше». Эти исследования явились основой для создания новой фундаментальной теории:

Размышления относительно глубокого отличия атмосферы Земли от атмосферы на других планетах привели меня к следующему моему принципиальному научному проекту на последующие двадцать лет, к гипотезе о том, что Земля является само-регулирующейся системой, способной удерживать комфортный климат и химический состав для организмов, населяющих её.— Джеймс Лавлок
Писатель Уильям Голдинг предложил Лавлоку назвать теорию в честь древнегреческой богини Земли — гипотезой Геи (позже её стали называть «Теорией Геи»). НАСА встретило открытие Лавлока в штыки (оно подрывало основы того самого проекта, для участия в котором он был приглашён), однако в 1970-х годах стали появляться первые подтверждения теории Геи. Важную роль сыграло «серное предсказание» Лавлока (утверждавшее, что сера поднимается из океанов в атмосферу в виде диметилсульфида, производимого разлагающимися морскими водорослями). Оно было подтверждено в ходе им же организованной исследовательской экспедиции на борту RV Shackleton.
Гипотеза Геи была охотно воспринята экологическим сообществом, но первоначально встретила неприятие в научных кругах; её оппонентами, в частности, выступили биологи-эволюционисты Ричард Докинз и Форд Дулитл. Лавлок отреагировал созданием компьютерной модели Daisyworld маргаритковый мир, которая позволила ему ответить на вопросы оппонентов.
Теории Геи посвящены шесть книг Лавлока: «Гея: новый взгляд на жизнь на Земле» (Gaia: a new look at life on Earth, Oxford University Press, 1979); «Возрасты Геи» (The Ages of Gaia, W. W. Norton, 1988); «Гея: прикладная наука планетарной медицины» (Gaia: the practical science of planetary medicine, Gaia Books, 1991), «Поклонение Гее» (Homage to Gaia, Oxford University Press, Oxford, 2000), «Мщение Геи» («The Revenge of Gaia: Why the Earth Is Fighting Back — and How We Can Still Save Humanity», 2006) и «Гея: ускользающий лик» («The Vanishing Face of Gaia: A Final Warning: Enjoy It While You Can», 2009).

## Лавлок и проблема использования атомной энергии

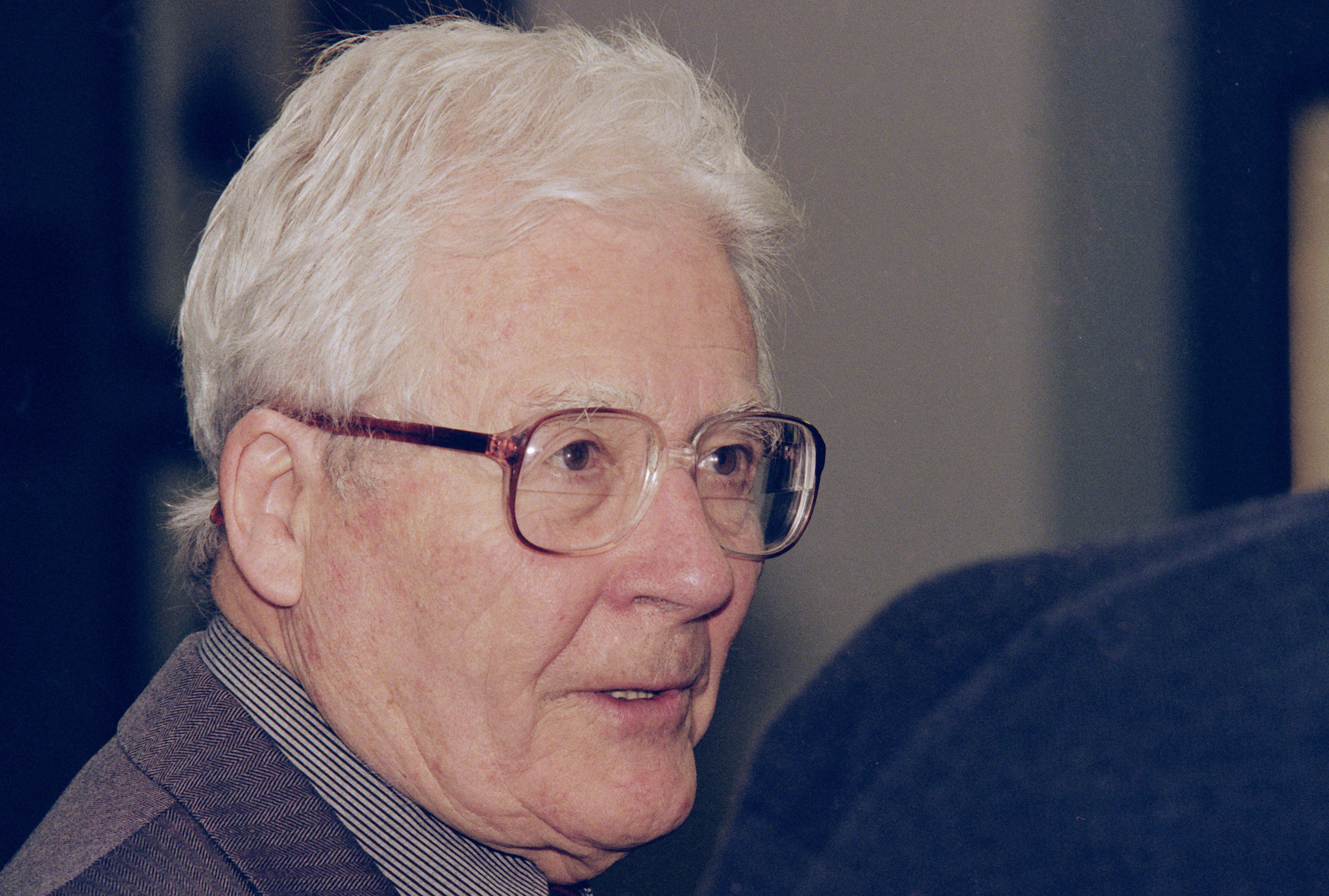
Лавлок в 2002 году

В течение многих лет Лавлок пользовался непререкаемым авторитетом среди экоактивистов, которые почитали его как одного из основоположников теорий глобального потепления и парникового эффекта. Однако в 2004 году он произвёл сенсацию заявлением о том, что «только использование атомной энергии может предотвратить глобальное потепление», и стал участником движения «Экоактивисты за атомную энергию» (англ. Environmentalists for Nuclear Energy).
В 2005 году, на фоне возобновившегося интереса британского правительства к вопросу об использовании атомной энергии, Лавлок вновь публично заявил о своей поддержке связанных с этим проектов: «Я продолжаю оставаться зеленым, но умоляю своих друзей по движению отказаться от ошибочных возражений против атомной энергии», — говорил он. При том, что публичные заявления такого рода относятся к сравнительно недавнему прошлому, подобные взгляды Лавлок излагал много лет назад, в частности, в книге «The Ages of Gaia» (1988), где писал, что наши предки «…произошли из пепла ядерного взрыва звёздных масштабов».

В книге «The Revenge of Gaia» (2006) Лавлок пишет: 

Однажды тележурналист спросил меня: «А как же насчёт ядерных отходов? Разве они не отравят всю биосферу, разве не останутся в ней в течение миллионов лет?» Но я всегда знал: эта фантазия-кошмар не имеет под собой никаких реальных оснований… Удивительный факт, но все места, подвергшиеся серьёзному заражению радиоактивными нуклидами, отличаются богатством дикой природы. Это справедливо в отношении окрестностей Чернобыля, тихоокеанских мест, где проводились ядерные испытания, района Саванна-ривер, где в годы Второй мировой войны находилось предприятие по производству атомного оружия. Дикие растения и животные не воспринимают радиацию как опасность; если и грозит она им незначительным сокращением жизненных сроков, то этот риск не идёт ни в какое сравнение с тем риском, какому подвергаются они в присутствии человека и его домашних животных… Факт печальный, но очень характерный [для человечества]: при том, что существуют огромные бюрократические аппараты, озабоченные проблемой ядерных отходов, и гигантские организации, деятельность которых посвящена декомиссии атомных станций, нет [сравнимой по масштабам организации], которая занималась бы проблемой загрязнения действительно злокачественного: двуокисью углерода. Оригинальный текст (англ.)A television interviewer once asked me, 'But what about nuclear waste? Will it not poison the whole biosphere and persist for millions of years? ' I knew this to be a nightmare fantasy wholly without substance in the real world... One of the striking things about places heavily contaminated by radioactive nuclides is the richness of their wildlife. This is true of the land around Chernobyl, the bomb test sites of the Pacific, and areas near the United States' Savannah River nuclear weapons plant of the Second World War. Wild plants and animals do not perceive radiation as dangerous, and any slight reduction it may cause in their lifespans is far less a hazard than is the presence of people and their pets... I find it sad, but all too human, that there are vast bureaucracies concerned about nuclear waste, huge organisations devoted to decommissioning power stations, but nothing comparable to deal with that truly malign waste, carbon dioxide.

В мае 2006 года Лавлок вступил в конфликт с организацией Friends of the Earth Australia. В телепрограмме Lateline он заявил, что «современные атомные станции непригодны для производства бомб». Оппоненты расценили его заявление как «не соответствующее действительности, безответственное и опасное».

## Предсказания климатической катастрофы
В январе 2006 года в The Independent Лавлок заявил, что в результате глобального потепления к концу XXI века «миллиарды людей погибнут, а считаные пары выживших останутся в Арктике, где климат останется выносимым». Согласно его прогнозу, опубликованному The Guardian, к 2100 году 80 % людей погибнут, и установившийся климат продержится следующие 100 000 лет.
Лавлок, заработавший за многие годы репутацию «единственного ученого, чьи прогнозы всегда сбываются», заявил, что температура в ближайшее время поднимется в тропиках на 5 °C, а в некоторых районах до 8 °C, в результате чего большая часть суши окажется непригодной для жизни человека и для возделывания почвы; что начнется массовая миграция на Север и в Арктике появятся города. Большая часть Европы, по его прогнозам, окажется необитаемой пустыней, а европейским оазисом окажется Великобритания — благодаря температурной стабильности, связанной с влиянием океана.

Лавлок предупреждает: 

Мы должны иметь в виду устрашающую скорость, с какой будут происходить перемены, понять насколько мало времени осталось для действия. Затем каждое сообщество, каждая нация должны будут выработать наилучший вариант использования имеющихся ресурсов с тем, чтобы цивилизация продержалась так долго, как это возможно.
Оригинальный текст (англ.)...we have to keep in mind the awesome pace of change and realise how little time is left to act, and then each community and nation must find the best use of the resources they have to sustain civilisation for as long as they can".
В сентябре 2007 года Лавлок несколько смягчил свою позицию. Выступая перед ежегодным симпозиумом Всемирной ядерной ассоциации (англ. World Nuclear Association’s Annual Symposium), он предположил, что климат планеты стабилизируется, и сама она установит на себе новый жизненный режим. Он подчеркнул, однако, что живые существа вынуждены будут мигрировать, чтобы найти себе пригодные для проживания места.

## Океанские трубы
В сентябре 2007 года Лавлок и Крис Рэпли (англ. Chris Rapley) предложили построить в океане систему вертикальных труб от 100 до 200 метров в длину, 10 метров диаметром — с тем, чтобы выкачивать потоки воды из глубин к поверхности, активизируя цветение морских водорослей и таким образом ускоряя переход двуокиси углерода из атмосферы в океан и передачу органического углерода в океанские глубины.
Авторы проекта признали, что проект, возможно, неосуществим с инженерной и экономической точек зрения и что «придётся принять во внимание и возможные последствия искусственного окисления океана». Предложение привлекло к себе большое внимание средств массовой информации. Некоторые учёные подвергли его критике, предположив, в частности, что подобный проект может привести к противоположному результату: выводу углекислого газа из океана в атмосферу.

## Гея: ускользающий лик
В книге Лавлока «Гея: ускользающий лик» («The Vanishing Face of Gaia»), по словам рецензента журнала BBC Focus, главного редактора журнала Nature доктор Генри Ги (Henry Gee), почти 90-летний автор пришёл к выводу, что вне зависимости от того, предпримет или нет что-нибудь человечество, чтобы сократить выброс углекислого газа, Земля уже при жизни большинства сегодняшних поколений сделается гигантским «парником», в котором выживет в лучшем случае один человек из тысячи. Обитаемые «спасательные лодки» — климатические зоны северного и южного полушарий, близкие к побережьям, — должны быть, согласно Лавлоку, готовы к наплыву гигантских потоков «климатических беженцев», причём готовиться к этому им следует уже сейчас.

О самом Лавлоке доктор Генри Ги пишет:

На протяжении всей своей долгой жизни он оставался одним из немногих, кто всегда сохранял первородный интерес к устройству мира, подвергая сомнению всё, что хоть сколько-нибудь отдавало душком «общепринятых представлений». Это печальный знак нашего времени (когда большинство учёных работают как пчёлки в огромных, бездушных командах), — что Лавлок смог обрести и реализовать своё право на оригинальность, лишь начав работать, невзирая на риск, независимым консультантом.
Оригинальный текст (англ.)Throughout his long life, he has been one of the few who always retained a primal glee in the workings of the world, questioning everything that smacked of received wisdom. It is a sad commentary on our times, in which most scientists work as drones in huge, soulless teams, that Lovelock could only find and exercise his freedom to be original by working, precariously, as an independent consultant.

## Книги Джеймса Лавлока
- Lovelock, James. Gaia: A New Look at Life on Earth (англ.). — 3rd ed.. — Oxford University Press, 2000. — ISBN 0-19-286218-9.

- Lovelock, James; Michael Allaby. Great Extinction (неопр.). — Doubleday, 1983. — ISBN 0-385-18011-X.

- Lovelock, James; Michael Allaby. The Greening of Mars (неопр.). — Warner Books, 1984. — ISBN 0-446-32967-3.

- Lovelock, James. Ages of Gaia (англ.). — Oxford University Press, 1995. — ISBN 0-393-31239-9.

- Lovelock, James. Gaia: The Practical Science of Planetary Medicine (англ.). — Oxford University Press, 2001. — ISBN 0-19-521674-1.

- Lovelock, James. Scientists on Gaia (неопр.). — Cambridge, Mass., USA: MIT Press, 1991. — ISBN 0-262-19310-8.

- Lovelock, James. Gaia: Medicine for an Ailing Planet (неопр.). — Gaia Books[англ.], 2005. — ISBN 1-85675-231-3.

- Lovelock, James. Homage to Gaia: The Life of an Independent Scientist (англ.). — Oxford University Press, 2000. — ISBN 0-19-860429-7. (Lovelock’s autobiography)

- Lovelock, James. The Revenge of Gaia: Why the Earth Is Fighting Back - and How We Can Still Save Humanity (англ.). — Santa Barbara (California): Allen Lane, 2006. — ISBN 0-7139-9914-4.

- Lovelock, James. The Vanishing Face of Gaia: A Final Warning: Enjoy It While You Can (англ.). — Allen Lane, 2009. — ISBN 978-1846141850.

- Lovelock, James. A Rough Ride to the Future (англ.). — Allen Lane, 2014. — ISBN 978-0241004760.

- Lovelock, James. Novacene. The Coming Age of Hyperintelligence. (англ.). — MIT Press, 2019. — ISBN 978-0262043649.
  - На русском языке: Лавлок Джеймс, при участии  Брайана Эпплъярда. Новацен: Грядущая эпоха сверхразума / пер. с англ. А.А. Рудаковой; науч. ред. О.В. Бычкова. — СПб.: Издательство Европейского университета в Санкт-Петербурге, 2022. — 160 с. — ISBN 978-5-94380-331-4.

### Интервью
- Enjoy life while you can, Decca Aitkenhead, The Guardian, 1 03 2008.
- Climate Change on the Living Earth, лекция, The Royal Society, 29 10 2007.
- The Prophet of Climate Change, Jeff Goodell, Rolling Stone, 17 10 2007.
- Creel Commission
- Is the future nuclear? BBC News HardTalk (RealVideo, июль 2004)
- The whole world in our hands, Guardian 2000
- Radio interview Архивная копия от 16 июня 2008 на Wayback Machine, KQED San Francisco, 2006.
- 'We should be scared stiff', The Guardian, 2007.
- The Guardian, 2006.
- Audio interview
- One last chance to save mankind, New Scientist, 2009.